# Henri II de Nassau-Siegen
Henri II, comte de Nassau-Siegen (9 août 1611 à Siegen – 27 octobre 1652 à Hulst) est comte de Nassau-Siegen de 1638 à 1652. 

## Biographie
Il est le fils du comte Jean VII de Nassau-Siegen et son épouse, la duchesse Marguerite de Schleswig-Holstein-Sonderbourg (1558-1599).
Il s'est marié le 19 avril 1646 à Marie-Madeleine de Limbourg-Stirum (1623 – 26 décembre 1707 à Siegen). Elle est une fille de Georges-Ernest de Limbourg-Stirum (1593-1649) de son premier mariage, le 26 septembre 1591 à Detmold, avec la comtesse Madeleine de Bentheim (1591-1649). Henri II et Marie Magdala ont quatre enfants :
- Ernestine (1647-1652) ;
- Guillaume-Maurice de Nassau-Siegen (1649-1691), qui règne à Nassau-Siegen ;
- Sophie-Amélie de Nassau-Siegen (10 janvier 1650 à Wisch – 15 novembre 1688 à Jelgava), mariée en 1678 à Frédéric II Casimir Kettler, duc de Courlande et de Semigallia (1650-1698) ;
- Frédéric (1651-1676).